# Schwertzell (Adelsgeschlecht)
Schwertzell ist der Name eines alten hessischen Adelsgeschlechts.

## Geschichte
Der am 12. Juli 1264 urkundlich genannte Volpert Svercel gilt als erstes bekanntes Mitglied des Geschlechts. In einer Urkunde des Klosters Haina aus der zweiten Hälfte des Jahres 1231 erscheint jedoch ein Gerlach Scalhasa, den das Güterverzeichnis des Klosters als Gerlach Scalhasa d. Ä. von Willingshausen bezeichnet. Die Stammreihe des Geschlechts beginnt mit Volpert Schwertzell, der in den Jahren 1318 bis 1320 urkundlich auftrat.
Die Schwertzell waren in der Althessischen Ritterschaft immatrikuliert. Wichtige Landgüter der Familie waren Willingshausen, Ottrau und Schrecksbach mit dem Schwertzellschen Burgsitz, sowie ab 1576 Rückershausen und ab 1765 Rommershausen.

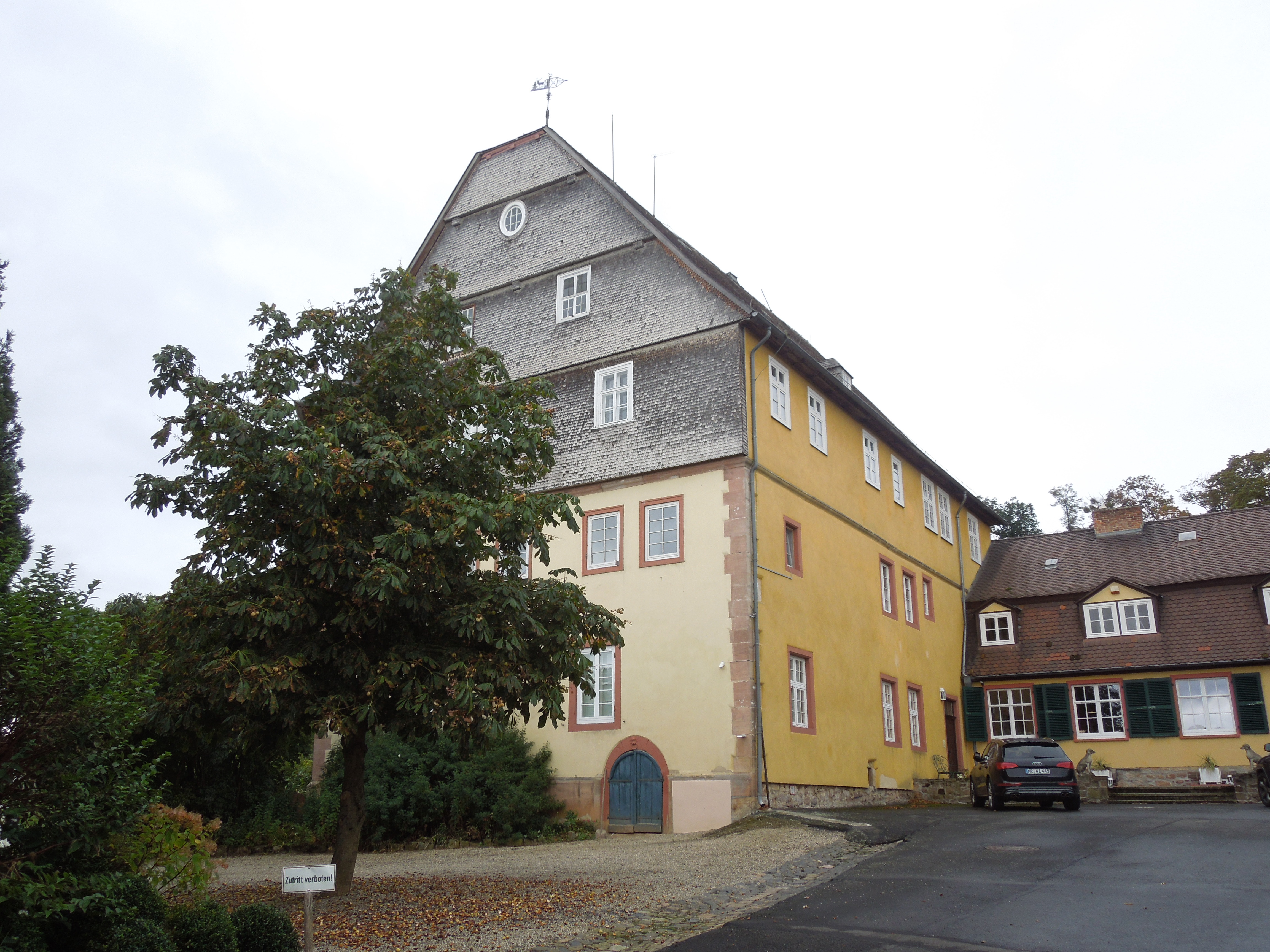
Schloss Willingshausen
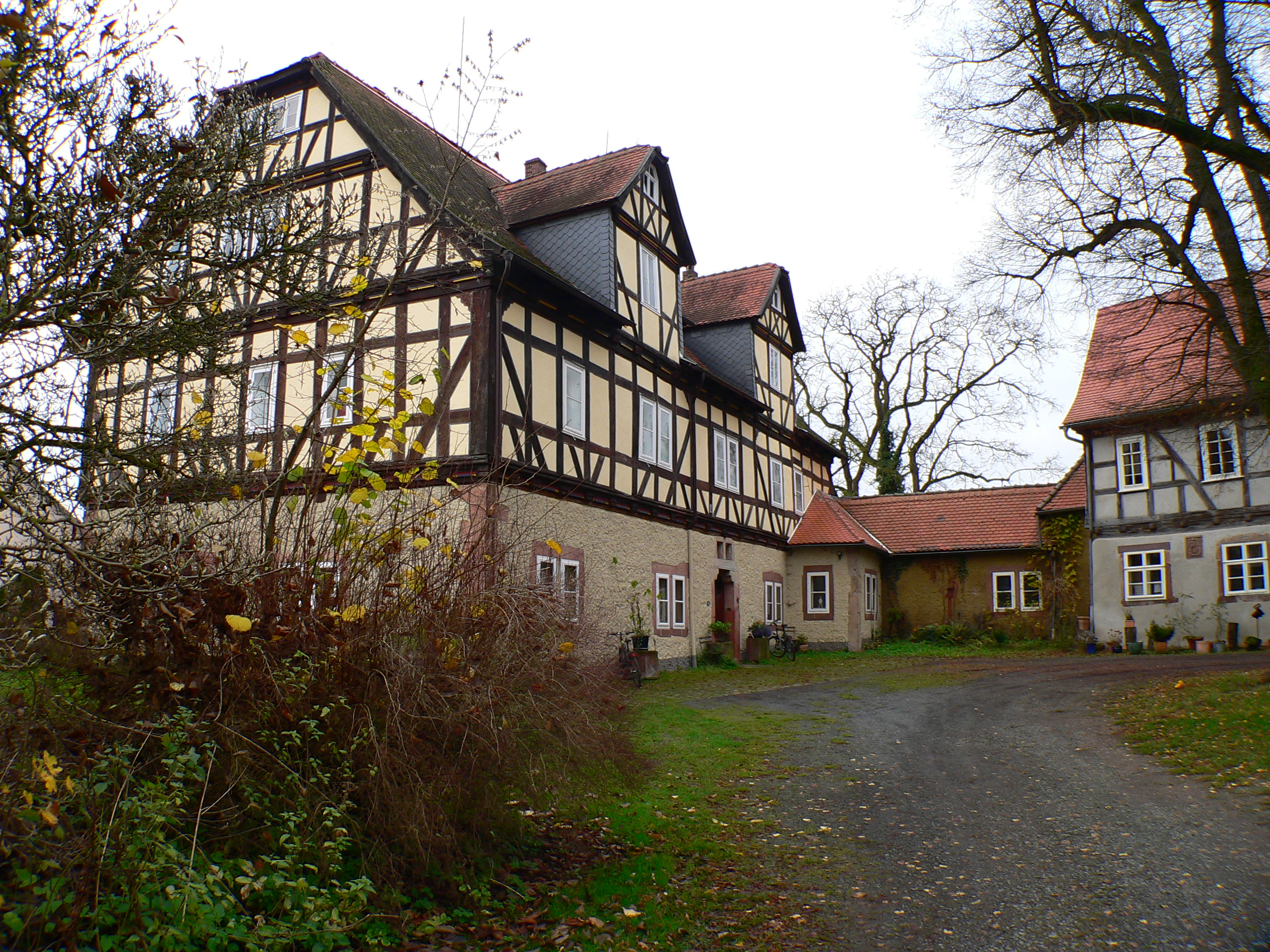
Schloss Rommershausen

## Wappen

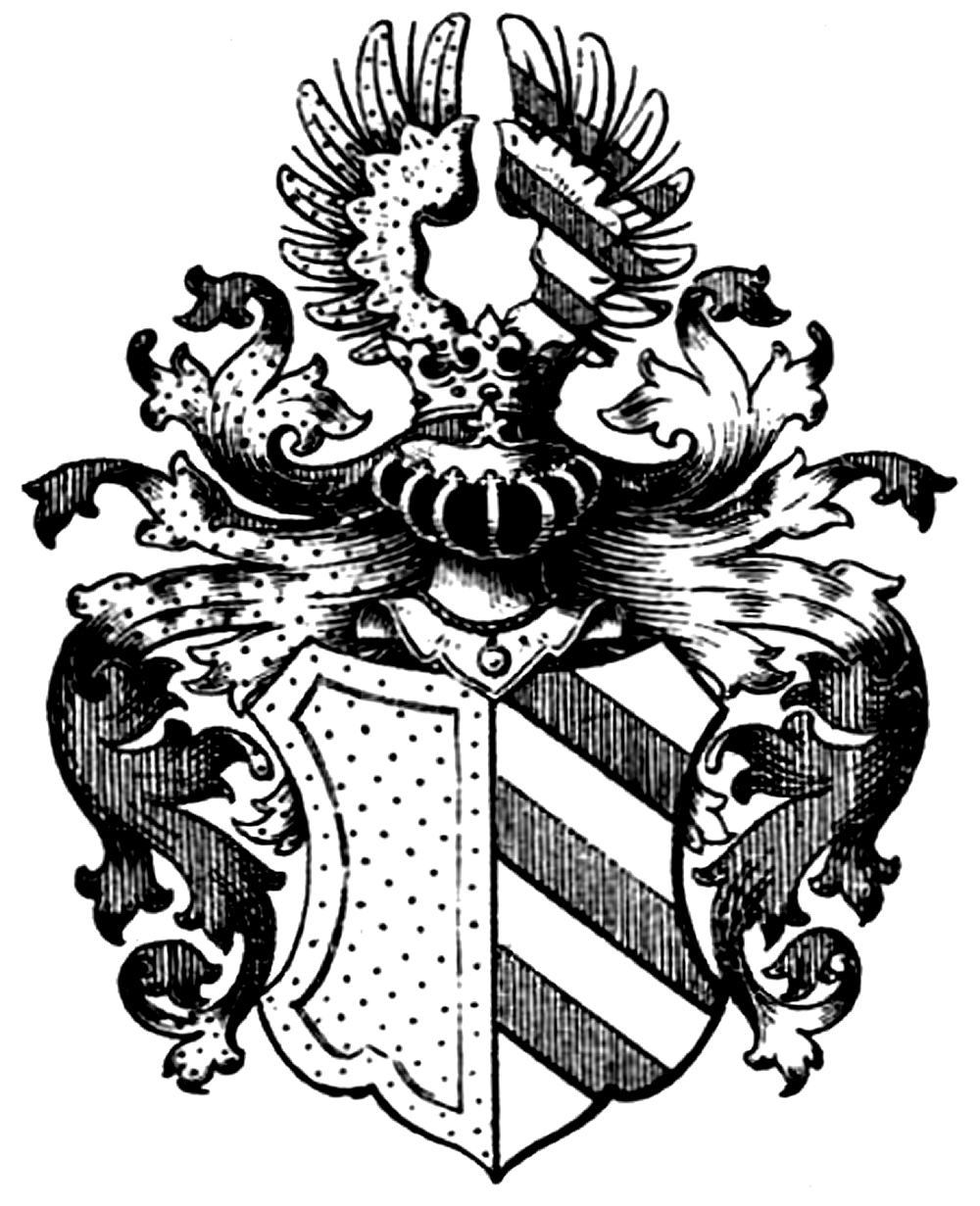
Wappen derer von Schwertzell

Das Wappen ist gespalten in rechts Gold und links Silber mit drei roten Schrägrechtsbalken. Auf dem Helm mit rechts rot-goldenen, links rot-silbernen Decken ein wie die Schildeshälften bezeichneter offener Flug. In den Siebmacherschen Wappenbüchern ist es auch gespiegelt oder mit silbernen Schrägbalken in Rot (oder auch in Blau) dargestellt.

## Angehörige
- Johann Bernhard Schwertzell von und zu Willingshausen (1654–1723), dänischer Generalleutnant
- Johann Schwertzell von und zu Willingshausen (1657–1722), Oberstleutnant, Obervorsteher der Althessischen Ritterschaft
- Friedrich von Schwertzell (1784–1858), Abgeordneter der kurhessischen Ständeversammlung, befreundet mit Wilhelm Grimm
- Georg Ludwig Schwertzell von und zu Willingshausen (1756–1833), Rittmeister in der Hessen-Kasselschen Armee
- Wilhelmine von Schwertzell (1790–1849), Komponistin und Dichterin, sammelte für die Brüder Grimm Märchen aus der Schwalm[7].
- Wilhelm von Schwertzell (1800–1872), Oberzolldirektor, Abgeordneter der kurhessischen Ständeversammlung
- Gerhard von Schwertzell (1854–1919), Landrat im Landkreis Ziegenhain und Mitglied des Kommunallandtages des Regierungsbezirks Kassel sowie des Provinziallandtages